# Дренаж по Бюлау

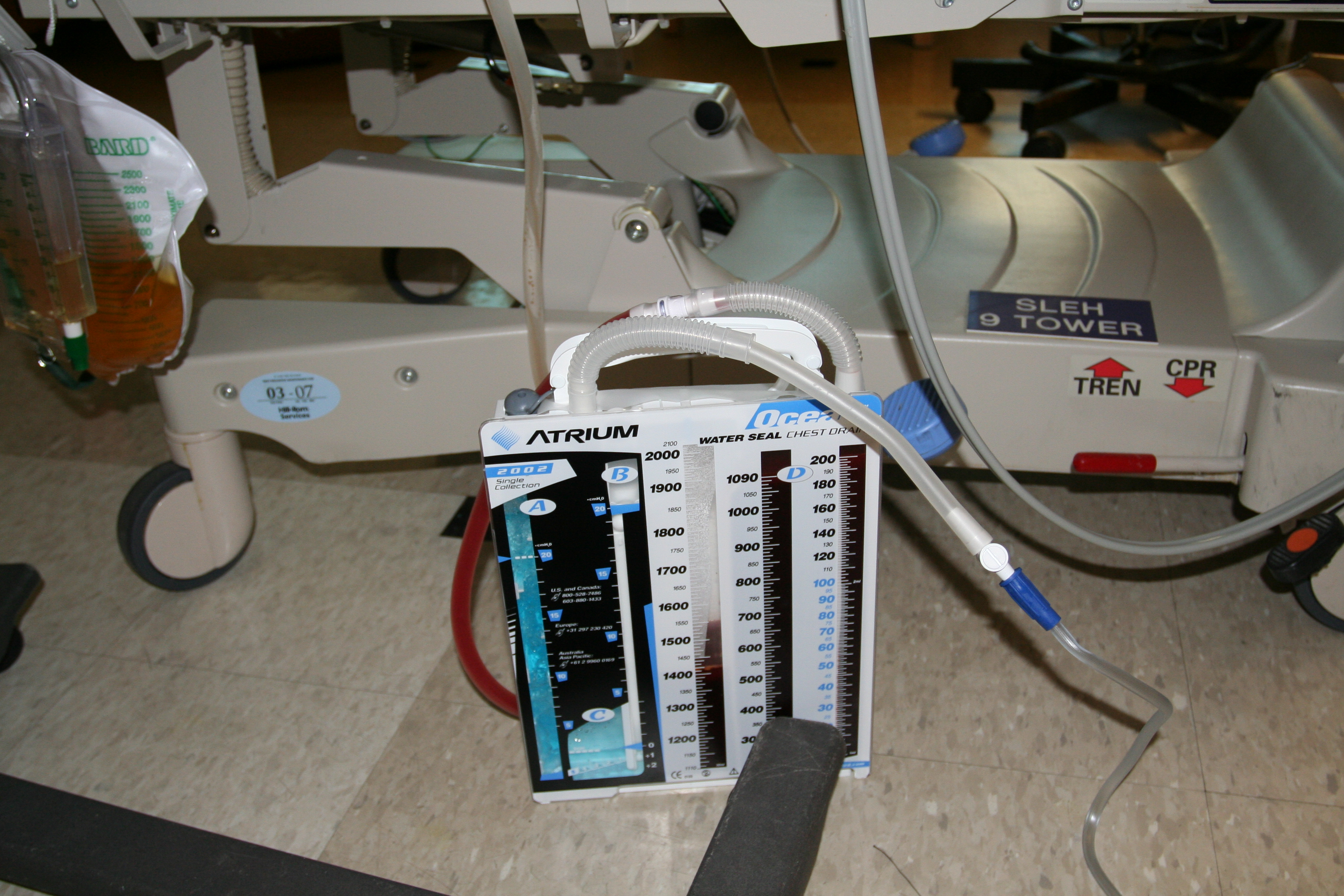
Аппарат для дренажа

Бюлау дренаж (устар.; G. Bulau, 1835—1900, нем. врач) — способ удаления жидкости и воздуха из плевральной полости с помощью трубчатого дренажа, вводимого путём прокола грудной стенки троакаром и действующего по принципу сообщающихся сосудов. На наружном конце дренажа имеется клапан из перчаточной резины для предупреждения обратной аспирации воздуха. Описан в 1890 г. как метод лечения эмпиемы плевры у детей. Для введения в грудную полость дренажной трубки Бюлау применил троакар. Н. Н. Петров предложил устанавливать на конце дренажа клапан, предупреждающий случайную аспирацию атмосферного воздуха в грудную полость.